# SBA航空
SBA航空（SBAこうくう、英語: SBA Airlines、旧名：サンタバーバラ航空）は、かつてベネズエラ カラカスにあるEdificio Tokayの3階に拠点を置いていた航空会社である。2008年まではサンタバーバラ航空というブランド名で運航していた。国内線と国際線を運航しており、カラカス マイケティアにあるシモン・ボリバル国際空港を主なハブとしていた。2018年運航停止。

## 歴史
航空会社は1995年11月1日に設立し、1996年3月1日に運航を開始した。
最初は、カビマス、メリダ、アルベルト・アドリアーニ、サンタ・バルバラ・デ・スリアへの国内線の運航を開始。メリダのアルベルト・カルネバリ空港へのルートはサンタバーバラ航空518便墜落事故の後、ファン・パブロ・ペレス・アルフォンソ空港に変更となった。その後、新たにバルキシメト、カラカス、クマナ、ラス・ピエドラス、サン・アントニオ・デル・タチラ、バレンシア (ベネズエラ)への国内線とオラニエスタッドへの国際線の運航を開始し、またその後、キト、リマ、リスボン、ロンドン、マドリッド、マイアミ、ニューヨーク、サンティアゴ・デ・コンポステーラ、オーランド、テネリフェ、パリなどの国際線の運航を開始した。
なお、SBA航空とアセルカ航空は現在、合併を提案している。

## 就航地
2017年9月時点でのSBA航空の就航地は以下の通りである。
アメリカ
- マイアミ - マイアミ国際空港

ベネズエラ
- カラカス - シモン・ボリバル国際空港(本拠地)

## 保有機材

### 現在の機材

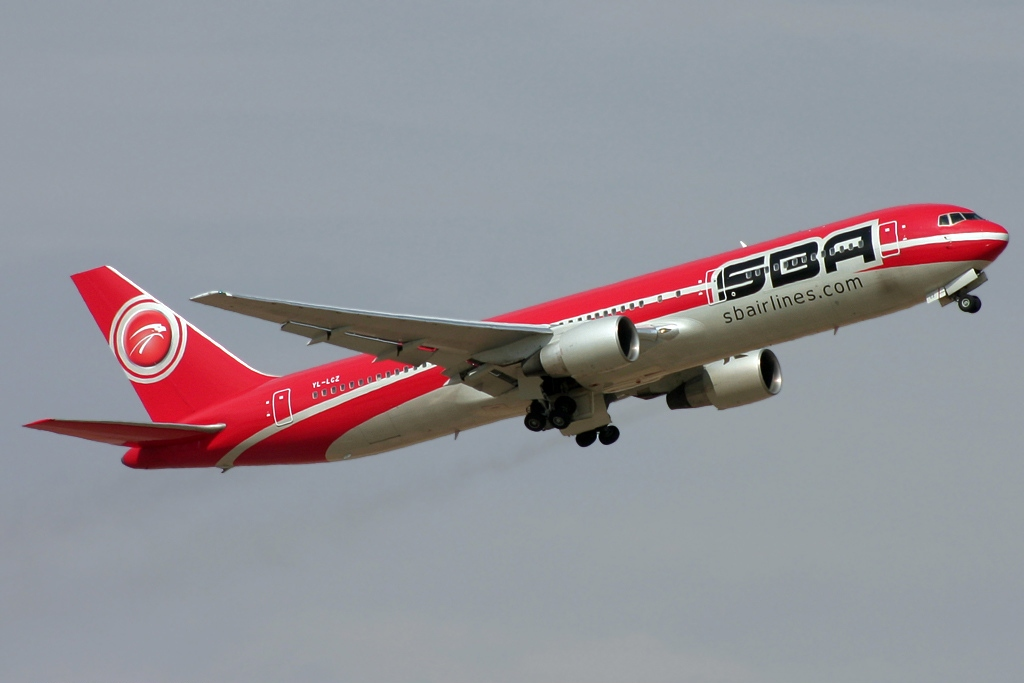
SBA航空のボーイング767-300ER

2017年5月時点でのSBA航空の保有機材は以下の通りである。
| 機材                | 保有数 | 発注数 | 座席数 | 座席数 | 座席数 | 備考 |
| 機材                | 保有数 | 発注数 | J      | Y      | 計     | 備考 |
| ------------------- | ------ | ------ | ------ | ------ | ------ | ---- |
| ボーイング757-200ER | 2      | -      | 24     | 154    | 178    |      |
| ボーイング767-300ER | 3      | -      | 18     | 224    | 242    |      |
| 計                  | 5      | -      |        |        |        |      |

### 退役済みの機体

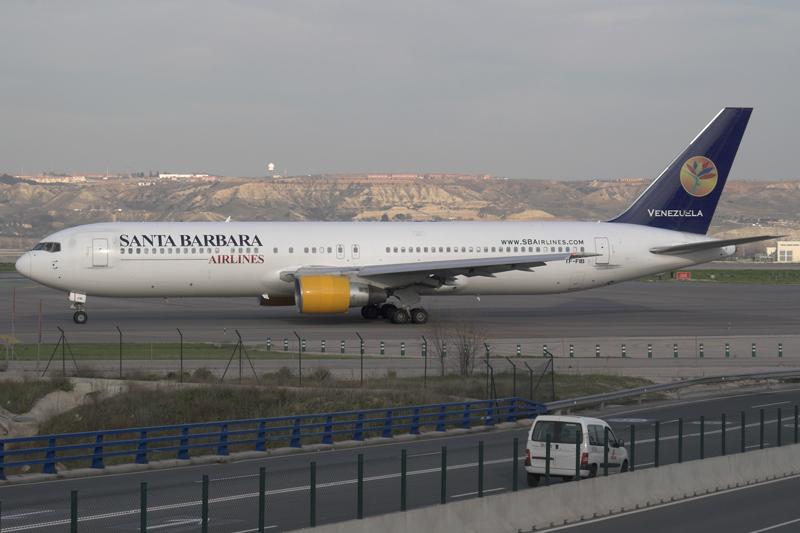
サンタバーバラ航空のボーイング767-300ER

長年、SBA航空は以下の機体を運航していた。
| 機材                       | 保有数 | 備考 |
| -------------------------- | ------ | ---- |
| ATR 42                     | 14     |      |
| ボーイング757-200ER        | 9      |      |
| ボーイング767-300ER        | 7      |      |
| マクドネル・ダグラス DC-10 | 2      |      |
| マクドネル・ダグラス MD-82 | 2      |      |
| 計                         | 34     |      |

## 事故
2008年2月21日、国内定期便として運航されていた、メリダ発カラカス行きのサンタバーバラ航空518便が離陸直後に墜落。43名の乗客と乗員3名が乗っていた。翌日、機体の残骸がメリダの北東約10kmに位置する標高12000フィート(3700m)の山脈で発見されたが、生存者はいなかった。またこの事故は、航空会社が新しい広報戦略だけでなくマーケティング活動や航空会社名を変える契機となった。